# Lisa (rapperka)
Lalisa Manobal (thajsky ลลิสา มโนบาล narozena jako Pranpriya Manobal (thajsky ปราณปริยา มโนบาล) 27. března 1997 Buri Ram), uměleckým jménem Lisa, je thajská idolka, zpěvačka, textařka, tanečnice, rapperka, návrhářka, modelka a od roku 2016 členka korejské dívčí hudební skupiny Blackpink pod vydavatelstvím YG Entertainment.
Lisa debutovala sólově se single albem Lalisa v září 2021. Během týdne vydání se v Jižní Koreji prodalo přes 736 000 kopií, což z ní činí první korejskou umělkyni, které se to podařilo. Videoklip ke stejnojmennému hlavnímu singlu dosáhl na YouTube 73,6 milionů zhlédnutí za prvních 24 hodin od svého vydání a stal se nejsledovanějším hudebním videem za prvních 24 hodin od sólového umělce.

## Život a kariéra

### 1997–2015: Dětství a začátky kariéry
Lalisa Manobal se narodila jako Pranpriya Manobal (Thajsky: ปราณปริยา มโนบาล) 27. března 1997 v Thajském městě, Buri Ram. později si legálně změnila jméno na Lalisa, což znamená „ta, která je chválena“, na radu kartářky, aby jí jméno přineslo prosperitu. Ve třech letech se přestěhovala do Bangkoku. Lisa má adoptivního otce, identita jejího pravého otce není známa. Tanci, jež je její předností, se věnuje již od dětských let, začala tančit ve čtyřech letech. Byla součástí taneční skupiny „We Zaa Cool“ spolu s BamBamem z GOT7.
Lisa byla jediná koho přijali na základě konkurzu v Thajsku a k YG se oficiálně připojila v dubnu 2011. Stala se tak prvním umělcem nekorejského původu v YG. Na debut trénovala pět let a tři měsíce. Před oficiálním debutem Blackpink se objevila ve videoklipu k písni „Ringa Linga“ (링가 링가) od Taeyanga.

### 2016–současnost: Debut v Blackpink a sólové aktivity
Lisa debutovala v dívčí skupině Blackpink. Zde působí jako hlavní tanečnice, vedoucí rapperka a nejmladší členka (maknae).

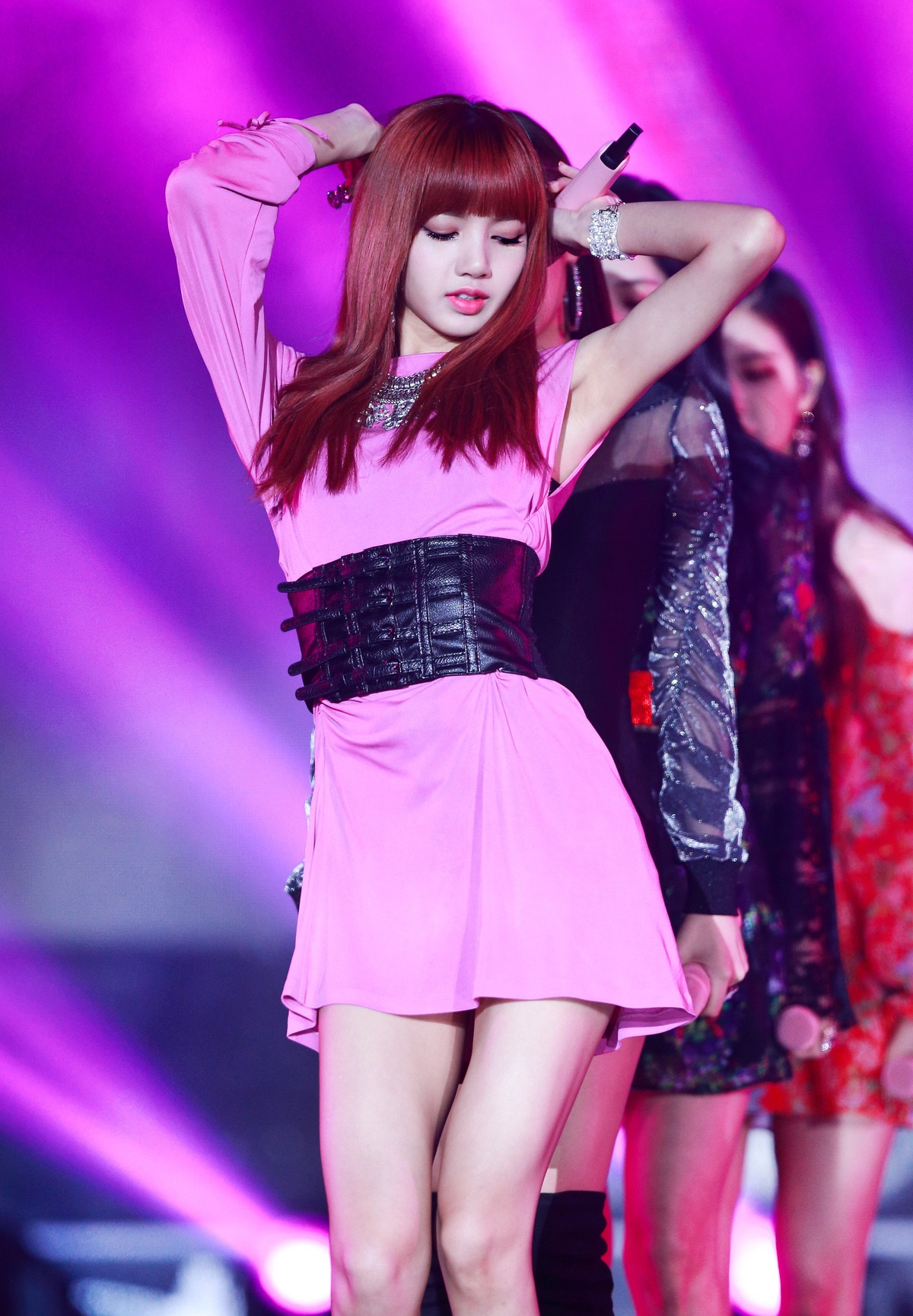
Lisa na vystoupení s Blackpink na Korea Music Festival v roce 2017

Lisa účinkovala ve vojenském programu MBC Real Man 300 jako stálá členka v pořadu v rámci edice Korea Army Academy od 21. září 2018. To znamenalo její první stálou roli v televizním programu od debutu.
5. listopadu 2018 odhalila svůj YouTube kanál Lilifilm Official, který se vedle tanečních vystoupení zaměřuje na cestování a životní styl.
Dne 19. dubna 2021 úředník YG Entertainment prozradil jihokorejským médiím The Korea Herald, že Lisa bude debutovat jako třetí sólistka ze své skupiny. 12. července prostřednictvím Star News její vydavatelství odhalilo, že natáčení jejího hudebního videa již probíhá.
Lisino debutové single album Lalisa a jeho hlavní singl stejného jména byly vydány 10. září 2021. Po vydání se hudební video k „Lalisa“ stalo nejsledovanějším videem sólisty za 24 hodin s 73,6 miliony zhlédnutí, čímž překonal rekord „Me!“ od Taylor Swift a Brendona Urie, který získal 65,2 milionů zhlédnutí za 24 hodin. Píseň debutovala na 84. místě v americkém žebříčku Billboard Hot 100 a na druhém místě v žebříčku Billboard Global 200. Singl alba se v Koreji prodalo 736 221 kopií během prvního týdne vydání, čímž byl vytvořen rekord nejvyšších prodejů za první týden mezi všemi umělkyněmi a Lisa se stala první ženskou sólistkou, která dosáhla prodeje 500 000 kopií v prvním týdnu.

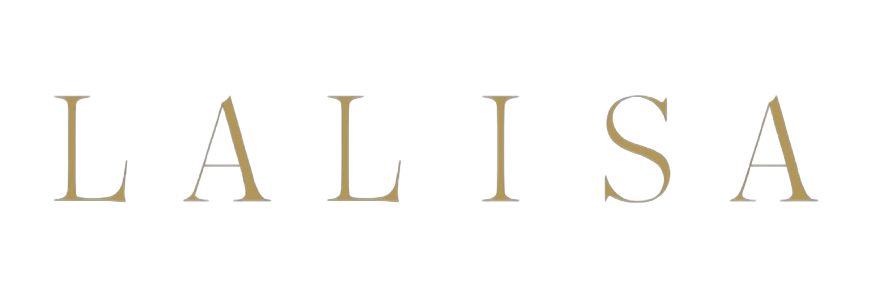
Logo singlu „LALISA“

Její instagram má nejvíce sledujících ze všech členek a to více než 100 milionů. Lisa se umístila druhá v soutěži TC Candler Most Beautiful Faces of 2020. V roce 2020 byla zvolena Královnou K-popu.
V říjnu 2021 Lisa potvrdila svou spolupráci s Ozunou, DJ Snakem a Megan Thee Stallion tím, že vydali upoutávku písně s názvem „SG“.

## Diskografie

### Single alba
| Název | Datum vydání  | Vydavatel                           | Prodeje                    | Singly       | Reference |
| ----- | ------------- | ----------------------------------- | -------------------------- | ------------ | --------- |
| L     | 10. září 2021 | YG Entertainment Interscope Records | • 762 923 (v Jižní Koreji) | Lalisa Money | [ 20 ]    |

Singly
• Rockstar (2024) 
• New Woman ft. Rosalia (2024)
• Moonlit Floor (2024)
• Born Again ft. Doja Cat, Raye (2025) 